# Abbaye de Saint-Véran du Loup
L'abbaye de Saint-Véran du Loup, nommée aussi « Notre-Dame de la Dorade » ou « Notre-Dame la Dorée », est un établissement religieux disparu du diocèse de Vence, qui appartenait à l'Ordre de Saint-Benoît et qui se situait sur la commune de Cagne sur mer, près de l'embouchure du Loup. Il est uni, entre 1050 et 1055, à l'Abbaye de Lérins et l'on ne connait quasiment plus de document le concernant après le XIe siècle.
Au XVIIe siècle, il ne reste que des ruines de ses bâtiments et personne ne sait aujourd'hui situer exactement leur emplacement.

## Histoire

### La fondation initiale
La fondation initiale est légendaire : le monastère aurait été édifié, à une date inconnue, à l'emplacement où l'évêque de Vence, Véran aurait affronté le roi wisigoth Euric.
Il aurait fait l'objet des attentions de Charlemagne qui y aurait fait édifier l'église « Notre-Dame la Dorée ». Saint Véran du Loup aurait été une abbaye florissante à l'époque carolingienne avant d'être détruite par les pirates Sarrasins ou Normands qui, à cette époque infestaient les côtes de la mer Méditerranée occidentale..
Cette première fondation a peut-être même reçu du comte Leibulfe des biens dans la région d'Arles.

### La refondation duXIesiècle
Le monastère renaît au Xe siècle sous l'impulsion notamment de l'évêque de Vence Durant (en latin « Durantus »), qui avait été précédemment abbé de Saint-Eusèbe de Saignon au diocèse d'Apt.

#### La synthèse historique de Guillaume Truan
En 1065, un moine de l'abbaye de Lérins nommé Guillaume Truan rédige à l'intention ou à la demande de l'abbé de Lérins Adalbert, un pense-bête dont nous ne savons pas à quel auditoire il était destiné qui résume l'histoire du prieuré, récemment acquis par l'abbaye de Lérins, dans les termes suivants :
« En l'an de l'incarnation de la Parole de Dieu 1005, le 13 novembre, on élut évêque de Vence, dans la ville d'Apt, sous la présidence de l'évêque Étienne, maître Durant, abbé de Saint-Eusèbe. Il faut savoir que parce qu'il savait les habitants du coin peu instruits et peu au fait des questions de religion, il s'était adjoint la compagnie de l'un des frères de son monastère nommé Pons. Venant ici et après avoir traversé le fleuve Loup, ils découvrirent l'église de la bienheureuse mère de Dieu que le roi Charlemagne avait construite et laquelle il avait enrichie de grands dons, que l'on nommait depuis la dorée, maintenant dévastée, désertée et non entretenue. Voici pourquoi Pons s'installa en ce lieu qui était en outre près de la mer et entouré de terres faciles à exploiter, et proche aussi de l'église de monseigneur Durant. En défrichant la forêt sauvage voisine, il découvrit l'oratoire de Saint-Pierre proche de l'église de la bienheureuse Marie, celui du bienheureux Jean-Baptiste et du bienheureux confesseur Véran ... ».
Cette, notice qui représente certainement la mémoire des faits telle qu'on la conservait au moment où son auteur la rédigeait, n'est pas cohérente avec l'information que l'on peut recouper ailleurs. Durant est abbé de Saint-Eusèbe de Saignon dont il assure la transmission à l'Abbaye de Saint-Gilles, vers 1030 ou 1032. Il quitte la direction de l'abbaye pour le siège épiscopal de Vence, en 1034 seulement. Il était parmi les prélats qui, en 1060, choisirent, au Synode régional d'Avignon, Gérard Chevrier pour occuper le siège épiscopal de Sisteron vacant depuis des années. Cette présence rend peu probable un épiscopat, précédé d'un abbatiat, commencé en 1005.

#### La première étape de la refondation
Elle a lieu avant 1012 et son premier abbé se nomme Constantin. Le 12 août 1012, un couple, vraisemblablement noble, Pierre et Ermengarde, lui fait alors dons de divers biens situés dans les terroirs de Vence et de Cannes.

#### La seconde étape de la refondation
Elle a lieu sous l'abbatiat de Pons. En février 1032, Laugier et son épouse Odile, avec l'accord de leurs enfants Rambaud, Pierre, évêque de Sisteron et Rostain, dotent l'abbaye de biens fonciers situés sur le territoire de Cagnes-sur-Mer, pour l'essentiel situés entre le fleuve Loup et la rivière Malvan .

### L'union à l'abbaye de Lérins
En 1050, l'abbé Pons, donne, après sa mort, Saint-Véran du Loup, avec l'accord de l'évêque Durant de Vence et de son chapitre, de l'évêque Adalbert d'Antibe et de l'évêque André de Nice à l'abbé Adalbert de Lérins afin que ce monastère en assure la pérennité,.
En 1093, l'évêque de Vence, Pierre, confirme à l'abbé de Lérins, en présence des chanoines du chapitre cathédral et de l'évêque Aldalbert d'Antibes, la donation de l'abbé Pons.